# مستقبل غابا-أ
على اليمين: خمس وحدات فرعية رتبت بشكل متناظر حول مسام توصيل أنيون الكلوريد المركزي . لا يتم تصوير الحلقات خارج الخلية من أجل الوضوح.

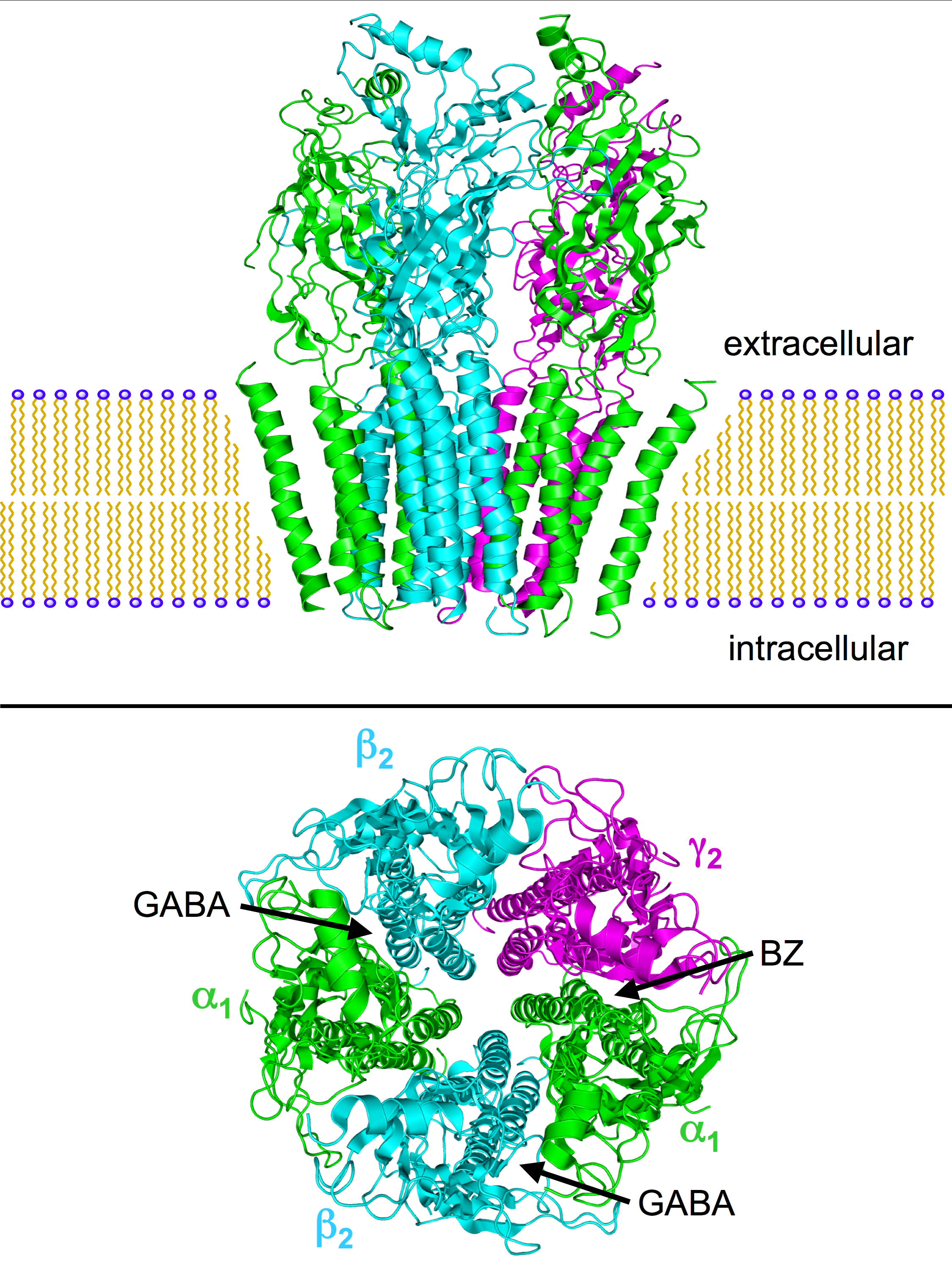
هيكل مستقبلات النيكوتينيك الأسيتيل كولين)وهو مشابه جدًا لتركيب مستقبل غابا-أ. بالأعلى: منظر جانبي لمستقبلات النيكوتينيك أستيل كولين مضمنة في غشاء خلوي.
بالأسفل: عرض مستقبلات من الجانب الخارجي لغشاء الخلية.وصفت الوحدات الفرعية وفقًا لتسمية غابا والمواقع التقريبية لمواقع ارتباط الغابا والبنزوديازيبين.

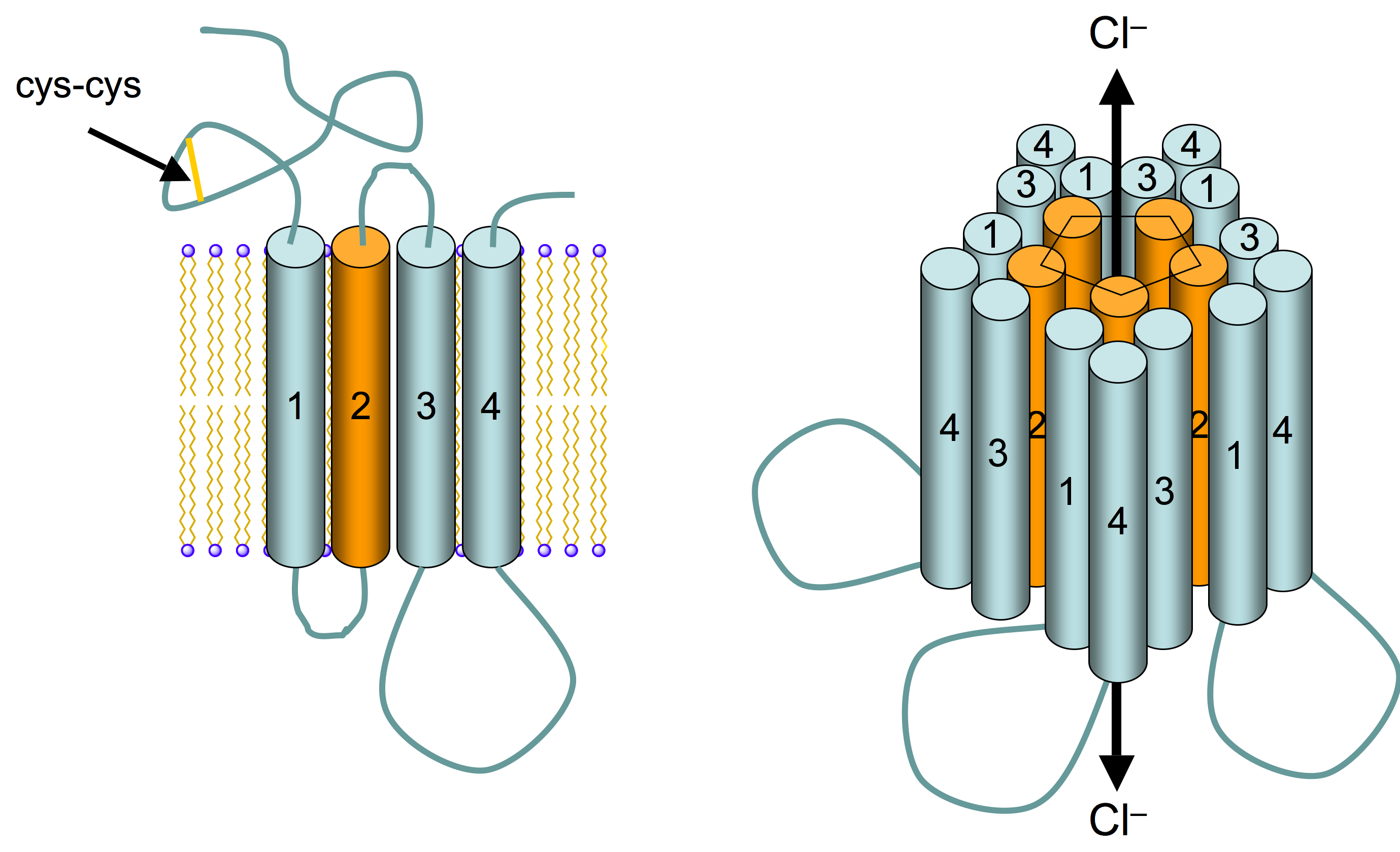
هيكل تخطيطي لمستقبلات غابا. على اليسار: وحدة فرعية أحادية مضمنة في طبقة ثنائية الدهون (خطوط صفراء متصلة بالمجالات الزرقاء). يتم تصوير لوالب ألفا الأربعة (1-4) كأسطوانات. يتم وصف سندات ثاني الكبريتيد في المجال خارج الخلية عند الموقع N والتي هي سمة من سمات مستقبلات حلقية السيستئين (الذي يتضمن مستقبلات غابا) كخط أصفر.على اليمين: خمس وحدات فرعية رتبت بشكل متناظر حول مسام توصيل أنيون الكلوريد المركزي. لا يتم تصوير الحلقات خارج الخلية من أجل الوضوح.

مستقبل حمض الغاما-أمينوبيوتيريك هو مستقبل أيونوتروبي وقناة أيونية. تستهدف هذه المستقبلات حمض الغاما-أمينوبيوتيريك، الذي يعتبر الناقل العصبي المثبط الرئيسي في الجهاز العصبي المركزي. وعند تنشيط تلك المستقبلات فإنها تضخ الكلوريد عن طريق قنواتها الأيونية، مما يؤدي إلى فرط الاستقطاب للأعصاب. ويتسبب هذا في تثبيط انتقال النواقل العصبية بتقليل احتمالية حدوث جهد الفعل. يختلف جهد الاعتكاس في مستقبلات GABAA عن نظيراتها في GABAB والذي يساوي في المحلول العادي -70 ميللي فولت.
يعتبر الموقع النشط لمستقبلات GABAA حمض الغاما-أمينوبيوتيريك موقع ارتباط للعديد من الأدوية مثل موسكيمول وجابوكسادول وبيكوسوللين.يحتوي البروتين أيضًا على مواقع تفارغية والتي تعدل من نشاط تلك المستقبلات بصورة غير مباشرة. كما تعتبر تلك المواقع التفارغية وجهة ارتباط للعديد من الأدوية مثل البنزوديازيبين وغير البنزوديازيبينات والاسترويدات العصبية والباربتيورات والإيثانول ومواد التخدير المُستنشقة والبيكروتوكسين.
توجد مستقبلات غابا في جميع الكائنات الحية التي لديها جهاز عصبي. كما يمكن العثور عليها إلى حد محدود في الأنسجة غير العصبية. ونظرًا لتوزيعها على نطاق واسع داخل الجهاز العصبي في الثدييات فإنها تلعب دورًا في جميع وظائف الدماغ تقريبًا.

## هدف البنزوديازيبين
يعتبر المركب الأيونوتروبي لمستقبلات GABA وجهة لارتباط البنزوديازيبين. إلا أن البنزوديازيبينات لا ترتبط بنفس مواقع ارتباط حمض الغاما-أمينوبيوتيريك والتي ترتبط بين موقعي α و β ولكنها ترتبط بموقع خاص بها على السطح الخارجي لوحدتي α وγ. بينما نجد أن معظم مستقبلات GABA عالية الحساسية للبنزوديازيبينات (خاصةً تلك المحتوية على وحدات α1-, α2-, α3-, or α5) إلا أنه توجد بعض الوحدات الغير حساسة على الإطلاق لعائلة البنزوديازيبينات (خاصةً تلك المحتوية على وحدات α4- or α6)،  ولكنها حساسة للمواد الأخرى التي تستهدف تلك المستقبلات مثل الاسترويدات العصبية والباربتيورات والإيثانول وتباعًا لهذا، أوصى الاتحاد الدولي للصيدلة الأساسية والطبية بتغيير تسمية مصطلح «مستقبلات البنزوديابين» GABA/BZ ومستقبلات أوميغا إلى مصطلح مواقع ارتباط البنزوديازيبين.
ولكي تكون مستقبلات GABA حساسة لعمل البنزوديازيبينات فإنها تحتاج إلى أن تحتوي على وحدتي α و γ حيث ترتبط البنزوديازبينات. وبمجرد حدوث الارتباط، تقوم البنزوديازيبينات بغلق المستقبلات بشكل كلي للوقاية من التقارب العالي لمستقبلات غابا للناقل العصبي حمض الغاما-أمينوبيوتيريك، وزيادة وتيرة انفتاح قناة أيون الكلوريد المرتبطة مما يؤدي إلى فرط الاستقطاب. يعزز هذا من التأثير المثبط لحمض الغاما-أمينوبيوتيريك مما يؤدي إلى تأثيرات مهدئة ومضادة للقلق.
تختلف البنزوديازيبينات بين بعضها البعض في درجة التقارب لمستقبلات GABA. وهذا يعني أن خصائصها الدوائية تختلف باختلاف النوع الفرعي. على سبيل المثال، ترتبط البنزوديازيبينات المرتبطة بالمستقبلات المحتوية على الوحدات الفرعية α1 و/أو α5 بتأثيرات مثل التهدئة والرنح وفقدان الذاكرة، بينما ترتبط البنزوديازيبينات المرتبطة بالمستقبلات المحتوية على الوحدات الفرعية α2 و/أو α3 بتأثير مضاد للقلق. يحدث التأثير المضاد للصرع عند تحفيز أي من مستقبلات GABA بوحداتها الفرعية المختلفة، لكن الأبحاث الحالية في هذا المجال تركز على إنتاج منبهات α2 الانتقائية مثل مضادات الاختلاج التي تفتقر إلى الآثار الجانبية للأدوية القديمة مثل التخدير وفقدان الذاكرة.
تختلف مواقع ارتباط البنزوديازيبينات عن تلك الخاصة بالباربتيورات، كما يؤدي كل منهم إلى تأثير مختلف عن الآخر عند حدوث الارتباط على موقع GABAA الخاص بمستقبل GABA، إذ تزيد البنزوديتزيبينات من وتيرة انفتاح قنوات الكلوريد،
بينما تزيد الباربيتورات من مدة انفتاح تلك القنوات.
وبما أن هذه الآثار التماثلية منفصلة، فبإمكانها أن تحدث في نفس الوقت، وبالتالي فإن الجمع بين البنزوديازيبينات والباربيتورات يؤدي إلى تأثير تآزري قوي، والذي قد يكون خطيرًا إذا لم يتم التحكم في الجرعات بشكل صارم.
تجدر الإشارة إلى أن بعض منبهات GABAA مثل موسكيمول وجابوكسادول وبيكوسوللين بإمكانها أن ترتبط إلى نفس مواقع ارتباط حمض الغاما-أمينوبيوتيريك، مسببةً آثار مقاربة-لكنها لا تطابق- تلك الناتجة عن البنزوديازيبينات.

## التركيب والوظيفة

رسم تخطيطي لبروتين مستقبلات غابا ((α1) 2 (β2) 2 (γ2)) الذي يوضح الوحدات الفرعية الخمسة مجتمعة والتي تشكل البروتين، مسام قناة الكلوريد، وموقعي الربط النشطين في α1 و β2، وموقع ارتباط البنزوديازيبين.

استند الفهم الهيكلي لمستقبلات GABA في البداية إلى نماذج التماثل التي تم الحصول عليها باستخدام هياكل الكريستال للبروتينات المتجانسة مثل بروتينات أستيل كولين ومستقبلات النيكوتينيك أستيل كولين كنماذج. تم التوصل أخيرًا إلى بنية مستقبلات GABA مع الكسف عن التركيب الكريستالي ذي التجانس الخماسي لوحدة β3 الخاصة بمستقبل GABAA .

### الوحدات الفرعية
مستقبلات غابا هي أعضاء في عائلة "CYS-LOOP" الكبيرة المرتبطة بشكل كبير بالمستقبلات الأيونوتروبية والتي تشمل أيضا مستقبلات الأسيتيل كولين، مستقبلات الجلايسين، ومستقبلات 5HT3. توجد هناك العديد من الأشكال الإسوية للوحدات الفرعية لمستقبل GABAA، والتي تحدد تقارب المستقبلات، وانفتاح القنوات، والتوصيل وغيرها من الخصائص.
توجد الوحدات في البشر كالآتي:
- ست وحدات من النوعα subunits (GABRA1، GABRA2، GABRA3، GABRA4، GABRA5، GABRA6)
- ثلاث وحدات β (GABRB1 GABRB2، GABRB3
- ثلاث وحدات γ (GABRG1 GABRG2، GABRG3
- بالإضافة إلى δ (GABRD), an ε (GABRE)و a π (GABRP) و a θ (GABRQ)

كما توجد هناك ثلاث مستقبلات تحتوي على وحدات فرعية ρ GABRR1، GABRR2، GABRR3؛ ومع ذلك لا يتم ذكر مثل تلك الوحدات مع مستقبلات GABA المذكورة بالأعلى،  لكنها تتجانس مكونةً مستقبلات GABAA-ρ (كانت تُسمى فيما مضى مستقبلات GABAC، لكن أهملت هذه التسمية حاليًا).
يمكن أن تتجدد خمس وحدات فرعية بطرق شتى لتكوين قناة GABAA. إذ أن الحد الأدنى لتكوين قناة GABA أيونية أن تحتوي على وحدتي α و β. لكن النوع الشائع من المستقبلات الموجودة في المخ هو تلك التي تحتوي على وحدتي α ووحدتي β ووحدة γ (α1β2γ2). يمكن للمستقبل أن يرتبط بجزيئين من حمض الغاما-أمينوبيوتيريك،  بين وحدتي α و β.

## الربيطات
عثر على العديد من الربيطات التي ترتبط بمستقبلات GABA بخلاف حمض الغاما-أمينوبيوتيريك وتحدث تأثير مستقل بها. يمكن للربيطة أن تمتلك خاصية أو أكثر من تلك الأنواع والتي لسوء الحظ دائمًا ما تخطيء المؤلفات في التمييز بين تلك الأنواع.

### الأنواع
- الناهضة والمناهضة: ترتبط بالموقع الرئيسي للمستقبلات (الموقع الذي يربط به حمض الغاما-أمينوبيوتيريك عادةً، وُيشار إليهِ أيضا باسم «الموقع النشط» أو «الموقع الناهض»). تنشط الناهضات المستقبلات، مما يؤدي إلى زيادة توصيل الكلوريد. وعلى الرغم من عدم وجود تأثير مستقل للمناهضات، إلا أنها تتنافس مع حمض الغاما-أمينوبيوتيريك للارتباط بالمستقبلات وبالتالي تمنع عملها، مما يؤدي إلى انخفاض توصيل الكلوريد.
- الناهضات غير المباشرة: ترتبط تلك الناهضات بالمواقع الفرعية على المستقبلات وتفعل المستقبلات في غياب الارتباط بالموقع الرئيسي «النشط».
- المعدلات غير المباشرة الأولية: ترتبط تلك الناهضات بالمواقع الفرعية على المستقبلات محدثةً تأثير إيجابي أو سلبي أو تعادلي، مما يؤدي إلى زيادة كفاءة الموقع الرئيسي للارتباط فيترتب على ذلك ارتفاع أو انخفاض توصيل الكلوريد. لا تؤثر الناهضات غير المباشرة الثانوية على التوثيل لكنها تشغل مواقع الارتباط فقظ.
- المعدلات غير المباشرة الثانوية: ترتبط تلك الناهضات بالموقع الفرعي على المستقبلات وتعدل من تاثير الناهضات غير المباشرة الأولية.
- مضادات انفتاح القنوات: تُطيل من فترة ارتباط الربيطة بالمستقبل، وتنشيط حركية واندفاع أيونات الكلوريد في صورة تعتمد على الحساسية لتلك الأيونات.[27]
- مضادات القنوات غير التنافسية: ترتبط عند أو بالقرب من منتصف البوابة وتمنع توصيل الكلوريد من خلال القناة الأيونية.

### أمثلة
- الناهضة الرئيسية: حمض الغاما-أمينوبيوتيريك وموسكيمول وجابوكسادول وبيبيريدين-4-حمض السلفونيك (ناهض جزئي)
- المناهضة الرئيسية: بيكوسوللين وجابازين.
- الناهضات غير المباشرة الموجبة: الباربتيورات والبنزوديازيبين وبعض الكربامات (مثل كاريسوبرودول وميبروبامات ولوربامات) والثينوديازيبينات، والإيثانول (كحول)، والإتوميديت، والغلوتيثيميد، والكافالاكتونيس،

 والميبروبامات، والكينازولينونيس (مثل ميثاكوالون، إتاكوالون، ديبروكوالون)، والمنشطات العصبية،النياسين / النيكوتيناميد،البنزوديازيبينات (زولبيديم، إزوبيكلون)، والبروبوفول، والستيريبنتول، الثيانين،حمض الفاليرينيك، والتخدير المستنشق، واللانثانوم.
- الناهضات غير المباشرة السالبة: فلومازينيل، RO15-4513، سارمازينيل، أومنتوفلافون، والزنك.[33]
- المعدلات غير المباشرة الثانوية: إبيغالوكاتشين-3-غاليت.
- مضادات القنوات غير التنافسية: سيكتوكسين، أوينانثوتوكسين، بنتيلينتيترازول، بيكروتوكسين، ثوجون، والليندين.

## التأثير
دائمًا ما تتمتع الربيطات التي تساهم في تنشيط المستقبلات بخواص مضادات القلق ومضادات الاختلاج وفقدان الذاكرة والمهدئات والمنومات والابتهاج ومرخيات العضلات. بعض الأدوية مثل الموسكيمول قد تتمتع بخواص الهلوسة. بينما تتمتع الربيطات التي تعمل على تثبيط المستقبلات بالخواص المغايرة، مثل الإصابة بالقلق والاختلاج. تجرى بعض البحوث حول التأثيرات المنشطة للذهن للمؤثرات الانتقائية غير المباشرة مثل α5IA بالإضافة إلى علاج الآثار الجانبية غير المرغوب فيها للأدوية المحفزة من نشاط حمض الغاما-أمينوبيوتيريك.

## أدوية جديدة
توجد هناك خاصية مفيدة للعديد من مؤثرات البنزوديازيبين غير المباشرة، وهي أنها يمكن أن تظهر خواص ارتباط انتقائية لمجموعات فرعية معينة من المستقبلات التي تضم وحدات فرعية محددة. وهذا يسمح لمؤثر واحد فقط لتحديد أيًا من مستقبلات الوحدات الفرعية كي تكون هي السائدة في مناطق معينة من الدماغ، ويقدم دليلاً على أي من مجموعات الوحدات الفرعية قد تكون مسؤولة عن الآثار السلوكية للأدوية التي تعمل في مستقبلات GABA. قد تكون لهذه الروابط الانتقائية مزايا دوائية لأنها قد تسمح بالفصل بين الآثار العلاجية المرغوبة والآثار الجانبية غير المرغوب فيها. سمح باستخدام عدد قليل من الربيطات النتقائية للواحدات الفرعية في الاستخدام الطبي حتى الآن، باستثناء الزولبيديم (زولبيديم) الذي يعتبر بمثابة ربيط انتقائي ل α1. كما يتم تطوير العديد من الربيطات الانتقائية مثل عقار أديبيبلون الانتقائي لوحدة α3. توجد العديد من الأدوية التي تُجرى عليها البحوث العلمية للربيطات الانتقائية مثل:
- CL-218,872 (ناهض عالي الانتقاء لوحدة α1)
- بريتازينيل (ناهض جزئي انتقائي للأنواع الفرعية)
- اميدازينيل and L-838,417 (كلاهما ناهضان جزئيان لبعض الأنواع، إلا أنهما مناهضان ضعيفان للأنواع الأخرى)
- QH-ii-066 (ناهض كلي عالي الانتقاء للربيطات المختوية على الوحدة الفرعية α5)
- α5IA (ناهض انعكاسي انتقائي للربيطان المحتوية على الوحدة الفرعية α5)
- SL-651,498 (ناهض كلي ل α2 and α3 وناهض جزئي لα1و α5)
- 3-أسيل-4-كينولون: انتقائي ل α1 over α3 .[36]

## التوزيع
كما أن مستقبلات GABA هي المسؤولة عن معظم الأنشطة الفسيولوجية لحمض الغاما-أمينوبيوتيريك في الجهاز العصبي المركزي، لذا تنتشر وحداتها الفرعية في أجزاء كثيرة من الدماغ. يمكن أن يختلف تكوين الوحدات الفرعية بصورة كبيرة بين المناطق وقد يترافق هذا مع وظائف محددة للوحدات الفرعية. في الخلايا العصبية نفسها، تختلف أنواع كثافة الوحدات الفرعية لمستقبلات GABAA بين جسم الخلية العصبية والزوائد الشجرية. بالإضافة إلى هذا، توجد مستقبلات GABAA في الخلايا البينية والمشيمة وخلية الدم البيضاء والكبد والصفيحة مشاشية) والعديد من أنسجة جهاز الغدد الصماء. تختلف أنواع الوحدات الفرعية في أنسجة السرطان، كما وُجد أن بإمكان مستقبلات GABAA التأثير على تكاثر الخلايا.